# ガンコおやじII
『ガンコおやじⅡ』（ガンコおやじツー）は、1991年5月にSANKYOが発売した、昭和をイメージした和風家屋の一室が役物となり、中央にオヤジとおかみさんが配置されているパチンコ機のシリーズ名。
『ガンコおやじⅡ』の1機種がある。

## 概要
貯留型の羽根モノタイプ。羽根は天穴の下にあり、一見デジパチのアタッカーを思わせる変則的な物であった。役物内部の上段のステージには下段に通じる暖簾がある。下段に下りる途中のステージにはネズミが描かれている。下段にはちゃぶ台と、左右に動くVゾーンがある。
役物内のちゃぶ台は貯留機能を持ち、オヤジがこれをひっくり返すことで貯留解除となり、V入賞を目指すゲーム性である。
台ごとに強力な「クセ」を持つことでも知られていた。当たっても続かない、そもそも当たりにくいなどの「クセ」の良くない台も当時のホールにはよくあった。

- クセ1
  - ネズミとネズミの間にある突起は、表面が右側に傾斜している。したがって、玉は向かって右側へと振り分けられやすい。

- クセ2
  - ちゃぶ台の手前にある傍若無人な棒。玉が真っすぐ転がるのを邪魔するだけでなく、貯留解除時にV入賞を妨げてしまうこともある。

- クセ3
  - 玉がオヤジとおかみさんの手のアーチに触れると、勢いが殺され貯留されやすくなる。クセ悪台は、玉が勢いの強いまま素通り。

- クセ4
  - ちゃぶ台は棒を通して固定されており、棒とちゃぶ台とのスキ間が右と左とでは違う。クセ良台は向かって右側にズレている台のようだ。

—『パチンコ必勝ガイド 1991年10月号』p 69
羽根が役物中央で開閉するタイプなので、天釘を狙って打つ人が多かった。しかし、強く打つ分、盤面の左右に流れる無駄玉が多くなってしまうため、ぶっ込みを狙う打ち方が有効であった。釘構成上、ぶっ込みを通った玉は羽根へ向かいやすかった。

## スペック
- ガンコおやじⅡ
  - 賞球数 6&13
  - 大当たり最高継続 15R
  - 最大貯留 8個（9カウント）

## 演出
通常時の羽根開閉時間は、1チャッカーと2チャッカーのどちらに入賞しても0.4秒である。始動チャッカーに入賞すると、役物上部の小さな羽根が下から持ち上がるように開く。同時に役物の「フタ」とも言える黄色い板が後ろに引っ込み、入賞ルートがつくられ玉が拾われるようになる。羽根は上に持ち上がるタイプのものなので、タイミングが遅いと一度は羽根にアプローチした玉でも、外に放り出されることもある。
Vゾーンには猫が描かれている。羽根開閉時にちゃぶ台が手前に傾き、Vゾーンの猫は左右に一往復する。
Vゾーンが左右に動く機種として、同社から1992年に発売された『フライングカーペットⅡ』（1992年5月）がある。
V入賞は特に決まったコースはないが、羽根が開いてちゃぶ台が傾いた時、比較的左右に動くVゾーンの猫に入賞しやすい。
大当たり時には、おかみさんがオヤジに酌をする形で手が動き、玉の勢いを抑えて貯留を助ける。ちゃぶ台には最大8個まで玉を貯留することが可能である。9カウントか羽根開閉15回後にオヤジが怒ってちゃぶ台をひっくり返し、貯留解除となる。この貯留解除時にV入賞となることが多い。Vゾーンはこの時に左から右へ往復する動きを見せる。
羽根開閉15回後に貯留解除となる機種として、同社から1992年に発売された『キングゴリラⅡ』（1992年5月）がある。
最大まで貯留がなされる前に、V入賞してしまい次のラウンドに突入することが多い。これはちゃぶ台のふちが低いため、勢いの良い玉は貯留されずに、ちゃぶ台を乗り越えてしまうからである。ちゃぶ台の正面にある棒がVゾーンへ向かう玉を妨害しているように見えるが、こちらは容易に突破できるものである。こうして乗り越える玉は1個目や2個目であることが多いので、いきなり継続となってしまい出玉が減少してしまった。

## サウンドトラック
- 『ザ・パチンコ・ミュージックフロム三共 3』 キングレコード、1998年8月21日。KICA-1216。
  - BGMが収録されている。